# أنجريس (باد كاليه)
أنجريس، باد كاليه (بالفرنسية: Angres)‏ هي بلدية تقع في إقليم باد كاليه من منطقة نور با دو كاليه في شمال فرنسا. تبلغ مساحة هذه المدينة 4.82 (كم²)، وترتفع عن سطح البحر 54 م، يبلغ عدد سكانها 3982 نسمة حسب إحصاء المعهد الوطني للإحصاء والدراسات الاقتصادية سنة 2009 م. وترأس Maryse Roger-Coupin البلدية خلال فترة (2008-2014).